# Episodi di Sam & Cat
La prima e unica stagione della serie televisiva Sam & Cat, composta da 36 episodi, è stata trasmessa per la prima volta negli Stati Uniti dall'8 giugno 2013 al 17 luglio 2014 su Nickelodeon.
In Italia è stata trasmessa in prima visione assoluta su Nickelodeon Italia dal 4 novembre 2013 al 7 marzo 2015, ed in chiaro su Super! dal 5 maggio 2014.
| nº | Titolo originale                            | Titolo italiano                           | Prima TV USA      | Prima TV Italia  |
| -- | ------------------------------------------- | ----------------------------------------- | ----------------- | ---------------- |
| 1  | Pilot                                       | L'incontro                                | 8 giugno 2013     | 4 novembre 2013  |
| 2  | Favorite Show                               | Programma preferito                       | 15 giugno 2013    | 5 novembre 2013  |
| 3  | The BritBrats                               | Piccole truffatrici                       | 22 giugno 2013    | 6 novembre 2013  |
| 4  | New Goat                                    | La capretta                               | 29 giugno 2013    | 7 novembre 2013  |
| 5  | Texting Competition                         | Pollici veloci                            | 13 luglio 2013    | 8 novembre 2013  |
| 6  | Babysitter War                              | La miglior babysitter                     | 20 luglio 2013    | 9 novembre 2013  |
| 7  | Goomer Sitting                              | Goomer Sitter                             | 27 luglio 2013    | 11 novembre 2013 |
| 8  | Toddler Climbing                            | Concorrenza sleale                        | 3 agosto 2013     | 12 novembre 2013 |
| 9  | Momma Goomer                                | La mamma di Goomer                        | 10 agosto 2013    | 15 novembre 2013 |
| 10 | Babysitting Commercial                      | Pubblicità                                | 14 settembre 2013 | 16 novembre 2013 |
| 11 | Revenge Of The Brit Brats                   | Il ritorno delle inglesine                | 21 settembre 2013 | 13 novembre 2013 |
| 12 | Motorcycle Mystery                          | Moto sparita                              | 28 settembre 2013 | 14 novembre 2013 |
| 13 | Secret Safe                                 | Segreti                                   | 5 ottobre 2013    | 18 novembre 2013 |
| 14 | Oscar The Ouch                              | Il povero Oscar                           | 12 ottobre 2013   | 18 febbraio 2014 |
| 15 | Dollsitting                                 | Halloween                                 | 19 ottobre 2013   | 17 febbraio 2014 |
| 16 | Peezy B                                     | Peezy B                                   | 2 novembre 2013   | 24 febbraio 2014 |
| 17 | SalmonCat                                   | SalmonCat                                 | 9 novembre 2013   | 20 febbraio 2014 |
| 18 | Twinfection                                 | Gemellite                                 | 16 novembre 2013  | 19 febbraio 2014 |
| 19 | My Poober                                   | Il mio orsacchiotto                       | 23 novembre 2013  | 21 febbraio 2014 |
| 20 | Mad About Shoe                              | Scarpette rosa                            | 30 novembre 2013  | 25 febbraio 2014 |
| 21 | Magic ATM                                   | Prelievo musicale                         | 4 gennaio 2014    | 14 ottobre 2014  |
| 22 | Lumpatious                                  | Lumpaccioso                               | 11 gennaio 2014   | 8 dicembre 2014  |
| 23 | The Killer Tuna Jump: Freddie, Jade, Robbie | Il salto del tonno: Freddie, Jade, Robbie | 18 gennaio 2014   | 9 maggio 2014    |
| 24 | The Killer Tuna Jump: Freddie, Jade, Robbie |                                           | 18 gennaio 2014   | 9 maggio 2014    |
| 25 | Yay Day                                     | Giorno Yay                                | 20 gennaio 2014   | 13 ottobre 2014  |
| 26 | Brain Crush                                 | Brain Crush                               | 8 febbraio 2014   | 15 ottobre 2014  |
| 27 | Blue Dog Soda                               | Blu Dog                                   | 15 febbraio 2014  | 16 ottobre 2014  |
| 28 | Blooper Episode                             | Errori                                    | 22 febbraio 2014  | 17 ottobre 2014  |
| 29 | Fresno Girl                                 | La bambola                                | 15 marzo 2014     | 20 ottobre 2014  |
| 30 | Stuck In A Box                              | Inscatolata                               | 22 marzo 2014     | 21 ottobre 2014  |
| 31 | Super Psycho                                | Super Psycho                              | 29 marzo 2014     | 2 marzo 2015     |
| 32 | Drone Baby Drone                            | Droni impazziti                           | 12 aprile 2014    | 3 marzo 2015     |
| 33 | First Class Problems                        | Business Class                            | 26 aprile 2014    | 4 marzo 2015     |
| 34 | Knock Out                                   | Knock Out                                 | 7 giugno 2014     | 5 marzo 2015     |
| 35 | We Steal A Rock Star                        | La star scomparsa                         | 12 luglio 2014    | 6 marzo 2015     |
| 36 | Gettin Wiggy                                | Il ragazzo copertina                      | 17 luglio 2014    | 7 marzo 2015     |

## L'incontro
- Titolo originale: #Pilot
- Diretto da: Steve Hoefer
- Scritto da: Dan Schneider

### Trama
Siamo a Los Angeles, mentre Sam Puckett si sta avvicinando a un camion che vende cibo, vede una ragazza dai capelli rossi scaricata in un camion della spazzatura. Essendo lei l'unica testimone, rincorre il camion per salvarla. Più tardi Sam sveglia la ragazza dopo lo svenimento e si presenta, con il nome Cat Valentine. Per ringraziare Sam, Cat le consente di fare il bagno e riposare a casa di sua nonna. Sam decide così di passare la notte lì. Il giorno seguente, dopo essere arrivata da scuola, Cat scopre che sotto richiesta di sua nonna, Sam l'ha portata a una casa di riposo. Lasciando l'appartamento per andarla a prendere, s’imbattono in tre bambini: Chloe, Max, e Darby, ai quali la nonna avrebbe dovuto fare da baby-sitter quel giorno. Decidono così di portarli con loro alla casa di riposo ma, per liberarsi di loro, Sam dà ai tre bambini una sedia a rotelle elettrica con la quale i tre si dirigono verso Inside-Out Burger, un fast food. Cat, una volta entrata nella casa di riposo, parla con la nonna, dove decide di lasciarla lì. Tornate a casa, Sam e Cat si accorgono di avere lasciato i tre bambini al fast food e corrono per riprenderli ma, avendo fatto correre il proprietario piuttosto grasso, quei tre causano all'uomo uno svenimento. Sam e Cat riescono a fargli riprendere i sensi e il proprietario le ripaga con dei cheeseburger gratis a vita nel suo fast-food. Finalmente la giornata è finita e alla fine Sam decide di stabilirsi in casa di Cat, rimasta ormai sola.
- Guest star: Griffin Kane (Max), Emily Skinner (Chloe).

## Programma preferito
- Titolo originale: #FavoriteShow
- Diretto da: Steve Hoefer
- Scritto da: Dan Schneider

### Trama
Sam e Cat hanno i loro primi bambini dei quali prendersi cura: Ethan e Bob. Questi però hanno sviluppato fastidiose abitudini: Ethan non smette di fare domande, mentre Bob invece, tende ad abbracciare in continuazione le persone. Le ragazze, nel corso di questa puntata, tentano di evitare l'annullamento del loro programma televisivo preferito "Travestiti". Cat non riesce a convincere il produttore a mantenere in onda lo spettacolo, e quasi contemporaneamente chiede alla nonna, residente nella casa di riposo, di occuparsi dei due ragazzini. La nonna accetta temporaneamente. Sam, nel frattempo, chiede aiuto a Dice per rubare un oggetto di scena del programma, in modo da regalarlo a Cat. Per attuare il suo furto, Sam, per attirare l'attenzione, finge un infortunio, mentre Dice cerca di rubare dal set una lampada zebrata, ma vengono comunque fermati. Sam riesce, però, a ingannare i lavoratori convincendoli a inviare tutti gli oggetti di scena a casa propria. Sam e Dice decorano l'appartamento con gli oggetti presi dalla scena del programma, sorprendendo Cat, felicissima. Tuttavia, si preoccupa che la nonna si arrabbi con lei per avere sostituito i vecchi mobili ma quando entra in casa per riportare i due bambini eccitatissimi, stanca e stressata da loro, non si accorge di nessun cambiamento.
- Guest star: Tyler Micheal Brown (Ethan Parker), Rashaan Smith (Bob Parker).

## Piccole truffatrici
- Titolo originale: #TheBritBrats
- Diretto da: Adam Weissman
- Scritto da: Dan Schneider e Jake Farrow

### Trama
Cat deve fare da baby-sitter a due bimbe inglesi apparentemente molto educate, Gwen e Ruby, mentre Sam cerca di aiutare la nonna a organizzare una partita di Bingo di successo, servizio alla comunità assegnatogli dalla scuola online che la ragazza frequenta. Dice intanto vede Gwen con il nuovo Pera-Phone 6, non ancora sul mercato, in previsione fra sei mesi. La bambina gli spiega che il padre lavora nella ditta che produce quei telefoni, per cui dispone di una fornitura gratuita del prodotto non ancora in commercio. Dice allora decide di fare un patto con loro: le ragazze gli venderanno 5 nuovi Pera-Phone 6 a 500 dollari. Quando arriva il pacchetto, si rende conto di essere stato ingannato perché nella scatola ci sono solo delle pietre. Così Cat visita le ragazze per vedere che cosa è successo, ma finisce per fare un altro affare riguardante i Bibble. Anche lei viene ingannata, avendo ricevuto un sacchetto di cotton fioc in cambio dei 500 dollari di Dice e della sua bicicletta. Per riuscire a riprendersi i soldi e la bicicletta di Cat, pianificano con Sam una finta truffa al Bingo che la ragazza ha organizzato alla casa degli anziani. Così le bambine pagano 500 dollari per la cartella truccata, ma appena vincono vengono cacciate da dei finti poliziotti.
- Guest star: Sophia Grace Brownlee (Gwen), Rosie McClelland (Ruby).

## La capretta
- Titolo originale: #NewGoat
- Diretto da: Steve Hoefer
- Scritto da: Dan Schneider e Warren Bell

### Trama
Dice informa Sam e Cat di aver acquistato una capra, e di essere diventato il manager di un lottatore non molto sveglio, Goomer. Dice, però non sa a chi lasciare la capra, poiché deve andare a scuola e quindi la affida a Sam. Dopo un po' appare un ragazzo con un mantello di nome Dilben, che afferma di essere figlio del proprietario del palazzo. Dilben impone a Sam di liberarsi della capretta entro un giorno, altrimenti avrebbe avvisato suo padre dell'infrazione delle regole. Il giorno dopo Dilben ritorna e scopre che Sam e Cat non rispettano un'altra regola: poiché la nonna di Cat non vive più nel loro appartamento loro non vivono con un adulto. A questo punto le due amiche si recano nella casa di riposo per convincere la nonna di Cat a venire momentaneamente nel loro appartamento per far credere a Dilben che nuovamente vivano con una persona adulta però, la nonna di Cat all'ultimo momento si lussa l'anca, quindi Sam e Cat chiedono a Goomer di fingersi lo zio di Cat, anche se non capisce tanto facilmente quale sia il piano. Quando giunge Dilben con suo padre, Dice nasconde la capra nella doccia e Sam e Cat riferiscono che Goomer vive con loro. All'inizio il piano sembra funzionare, ma a un certo punto la capra salta fuori davanti a Dilben e suo padre. Tramite i documenti, si scopre che Goomer non vive con loro. Proprio quando Sam e Cat stanno per essere cacciate dal palazzo, arriva il vero padre di Dilben che non è il proprietario del palazzo, ma un venditore di scarpe per donne con piedi fuori taglia. Dilben ha fatto credere a tutti che suo padre fosse il proprietario del palazzo, proprio perché era imbarazzato del suo vero lavoro. A quel punto i due, non avendo effettivamente alcun potere sulle ragazze, vengono buttati fuori da Sam.
- Guest star: Griffin Kane (Max), Emily Skinner (Chloe), River Alexander (Dilben).

## Pollici veloci
- Titolo originale: #TextingCompetition
- Diretto da: Russ Reinsel
- Scritto da: Christopher J. Nowak e Dan Schneider

### Trama
Quando Cat deve fare da baby-sitter a Butler, campione di invio SMS, scopre che anche Sam è velocissima a inviarli, perciò la convince a partecipare alla gara in previsione tra pochi giorni contro Butler, dove, come primo premio, verrà regalato un motoscafo. Butler però ha una mamma super-protettiva, competitiva e approfittatrice, alla quale interessa soltanto la celebrità del figlio, già vincitore di invio SMS per tre anni consecutivi. La mamma di Butler cerca di impedire a Sam di partecipare, ma non ci riesce. Intanto, alla gara di SMS, Dice incontra un suo vecchio amico d'infanzia: BJ, un ragazzo molto antipatico, noioso e logorroico. Alle eliminatorie della gara restano in gioco soltanto Sam e Butler. La mamma del ragazzo è preoccupata per la probabile vittoria di Sam, e, di nascosto, incolla la mano di Sam alla caviglia di Cat mentre loro due dormono. Al risveglio Sam continua a voler partecipare alla competizione e accetta di messaggiare con una sola mano. Quando ormai mancano pochi secondi alla fine della finale, a Butler cade il telefono di mano "per sbaglio" e così vince Sam. Avendo conseguito il secondo posto, Butler vince la bicicletta, secondo premio in palio, potendo così liberarsi dalla sua odiata madre. Purtroppo alla fine il premio viene svelato e il tanto desiderato motoscafo, il premio del torneo, non è altro che un modellino di pochi centimetri.
- Guest star: Jack DeSena (Direttore della gara di SMS), Susan Huckle (Debbie Torso), Jake Brennan (Butler Torso).

## La miglior babysitter
- Titolo originale: #BabysitterWar
- Diretto da: Steve Hoefer
- Scritto da: Dan Schneider e Christopher J. Nowak

### Trama
Benny, un bambino a cui Sam e Cat dovevano badare, poco prima di andarsene dice: "Sei la migliore babysitter del mondo", ma senza specificare a chi era riferito. Così le due ragazze entrano in competizione tra di loro e fanno una scommessa: dopo aver fatto da babysitter a tre bambini, chi sarà votata dalla maggior parte di essi vincerà la camera da letto grande. I tre bambini, Daisy, Jarvis e Sophie passano un'intera serata con Sam e Cat che cercano di sorprenderli, organizzando delle divertenti attività: non appena Cat regala ai tre bambini una collana-biscotto ciascuno, Sam mette in atto uno spettacolo di fuochi d'artificio. Cat, consapevole di quando fosse straordinario il lavoro di Sam, chiede aiuto a Dice, che le consiglia di portare i ragazzi in un nuovo ristorante dove i camerieri sono tutti robot, Bots. Dopo un lungo litigio al ristorante, le ragazze tornano a casa con i bambini: al loro arrivo, ritrovano Dice che aiuta Cat portando un cannone. Infine, Sam invita a casa un sosia di Justin Bieber, ovvero Justin Fever, anche se questo sviene subito, dopo essere stato colpito dal tacchino inserito nel cannone di Cat. Alla fine del turno di babysitting, le ragazze chiedono ai bambini chi sia la loro babysitter preferita: Daisy sceglie Sam, Jarvis sceglie Cat ma, la piccola Sophie si astiene dicendo che non importa chi sia la migliore babysitter, l'importante è che Sam e Cat tengano al loro lavoro e alla loro amicizia. Avendo un pareggio nella votazione Sam e Cat decidono di dividersi, "letteralmente", la camera grande. La dividono a metà: la parte di Sam è nera, con tanti accessori rétro e da maschio, mentre quella di Cat è rosa, morbida e piena di peluche.

## Goomer Sitter
- Titolo originale: #GoomerSitting
- Diretto da: Adam Weissman
- Scritto da: Dan Schneider e Warren Bell

### Trama
Sam e Cat decidono di prendersi una pausa dal loro lavoro di baby-sitter ma Dice gli chiede di badare per un giorno a Goomer, poiché lui sarebbe dovuto andare fuori città per il suo lavoro di hair-model, mentre Goomer avrebbe dovuto combattere un match molto importante con John Zakappa, un lottatore sloveno detto "Lo Sfascia Teste" per cui avrebbe dovuto seguire rigide regole sull'alimentazione. La sera, Sam e Cat portano Goomer al Bots, un ristorante i cui camerieri sono robot ma, Goomer ha paura di questi ultimi e la notte ha un incubo. Sveglia così le ragazze e si ricorda anche che deve prendere una medicina, Cat gliela mette negli occhi ma solo dopo si accorge che la medicina andava messa sulla lingua e acceca Goomer. Il giorno dopo, al suo ritorno, Dice si arrabbia molto con Sam e Cat per aver accecato Goomer e non sa se farlo combattere, ma alla fine decide di sì. Il primo round del combattimento è un disastro e al secondo Dice e Sam cercano di aiutare Goomer ma il loro aiuto non serve a molto perché lo sloveno gli tira un colpo in faccia facendogli però riprendere un po' la vista. Dice chiede un time-out e lo sloveno lo prende in giro per i suoi capelli, ciò fa infuriare Goomer che s’impegna al massimo riuscendo così a vincere il match. Lo sloveno chiede la rivincita ma viene offeso da Sam, che gli dice di andarsene perché ha perso, ma lui la spinge violentemente contro il muro. Allora Sam s’infuria e inizia a menare il lottatore sloveno.
- Guest star: Devan Long (John Zakappa).

## Concorrenza sleale
- Titolo originale: #ToddlerClimbing
- Diretto da: Adam Weissman
- Scritto da: Dan Schneider e Jake Farrow

### Trama
Quando Mrs. Dooley disdice l'appuntamento con Sam e Cat, scoprono che su di un sito chiamato www.Snorch.com vengono scritte brutte e false recensioni sul loro lavoro di baby-sitter. Sam scopre dal suo amico Freddie che quelle cattive recensioni provengono dallo stesso indirizzo IP e che sono state scritte da un altro servizio di baby-sitter loro concorrente. Così decidono di andare a casa loro, chiedendo ai tre ragazzi che avevano scritto le recensioni di cancellarle, ma i prepotenti non accettano, anzi provocano le due ragazze, che irritate, desiderano picchiare i ragazzi, ma si limitano a spaccare il tavolo a causa della presenza di un bambino piccolo. Le due amiche scoprono inoltre che in quella casa si trova una porta blindata che a Sam pare molto sospetta. Decidono dunque di travestire Dice da bambino e gli mettono un cappello con una telecamera nascosta. Dice riesce a entrare nel seminterrato, sigillato dalla porta misteriosa, e scopre che i prepotenti fanno gare illegali di arrampicata di neonati. Attraverso il cappello di Dice, Sam e Cat fanno un video compromettente che avrebbe definitivamente messo nei guai i finti babysitter. Così le recensioni vengono cancellate e i 3 ragazzi smettono di fare i babysitter.
- Guest star: Mark Dulian (Ben), Paul Canton (Grant), Sims Defag (Richard).

## Il ritorno delle inglesine
- Titolo originale: #RevengeOfTheBritBrats
- Diretto da: Dan Frischman
- Scritto da: Dan Schneider e Christopher J. Nowak

### Trama
Gwen e Ruby, le due inglesine, ritornano in America per un'altra vacanza e per scusarsi del comportamento avuto tempo prima (nell'episodio Piccole truffatrici). Così regalano a Cat un intero barile di Bibbles, a Sam un casco per moto che vibra, e a tutte e due uno speciale stura-lavandino britannico, che loro chiamano "lo smuovi-schifezze". In realtà Gwen e Ruby volevano vendicarsi facendo litigare Sam e Cat, infatti, mentre la sera le ragazze guardano la televisione, le due bambine rubano i Bibbles dalla cameretta e ricoprono il letto di Sam di pezzetti di Bibbles facendo così credere a Cat che Sam se li fosse mangiati tutti. Cat s'infuria con Sam e non le parla più, ma la notte stessa mentre le ragazze dormono, Gwen dipinge la moto di Sam di rosa e Ruby tinge di rosa la mano di Cat facendo così credere a Sam che l'amica le abbia dipinto la moto per vendetta. La mattina seguente, Sam si sveglia e, vedendo la moto dipinta di rosa, va su tutte le furie, esce e va in palestra da Dice e Goomer, mentre Cat va al ristorante "Bots" con la nonna. Dopo che Sam racconta tutto ai due, Goomer le dice che potrebbero essere state le due bambine inglesi a fare questo per farle litigare e vendicarsi, la stessa cosa dice la Nonna a Cat. Alla fine Sam e Cat chiariscono il malinteso tra di loro, inscenando un finto litigio in cui Sam apparentemente uccide Cat, scioccando così le bambine (che iniziano ad accusarsi a vicenda) e facendole smettere di fare dispetti alle ragazze.
- Guest star: Sophia Grace Brownlee (Gwen), Rosie McClelland (Ruby).

## Moto sparita
- Titolo originale: #MotorcycleMystery
- Diretto da: Steve Hoefer
- Scritto da: Dan Schneider e Warren Bell

### Trama
Cat deve studiare per un compito in classe. Intanto, Sam, Goomer e Dice decidono di recarsi in palestra, ma, prima di andare, Dice dà a Cat una medicina che dovrebbe aiutare a concentrarsi meglio. Tornati dalla palestra, trovano Cat addormentata sul divano, con i capelli blu e ammanettata a un nano che parla una lingua strana che nessuno capisce. Tutti e quattro capiscono subito che quel trambusto deve essere legato a quella medicina, infatti, Cat non ha letto le avvertenze prima di ingerirla e l'ha bevuta tutta. La moto di Sam è sparita. In quel momento Cat riceve un messaggio dalla nonna con allegata una sua foto e Cat con i capelli tinti di blu. Allora tutti si recano alla casa di riposo della nonna e questa spiega loro che Cat è arrivata lì verso mezzogiorno e, dopo essersi fatta tingere i capelli se n’è andata con un signore anziano perché voleva fare un giro sulla moto di Sam. La strana coppia si è recata al fast-food Bots. Sam e Cat decidono così di seguirla. Qui trovano lo "Lo Sfascia Teste", un pugile sloveno che manifesta ancora del rancore, per cui, per vendetta ruba la moto a Sam. Dopo aver visto tutta la scena, Sam, Cat, Goomer e Dice decidono di contattare il pugile ricattandolo con il suo amico nano. Arrivato al punto d'incontro, "Lo Sfascia Teste" restituisce la moto a Sam, ma lei è più veloce e lo mette a terra con una mossa, prende la moto e il nano e torna a casa con tutti i suoi amici.
- Guest star: Devan Long (John Zakappa).

## La mamma di Goomer
- Titolo originale: #MommaGoomer
- Diretto da: Adam Weissman
- Scritto da: Dan Schneider e Warren Bell

### Trama
La madre di Goomer ha intenzione di venire in città. Sam e Cat devono riuscire a convincerla che suo figlio è un insegnante di storia presso la scuola superiore, invece di essere in realtà un lottatore di MMA, "mestiere" che la donna non sopporta, così che lei non lo debba riportare con sé in Louisiana. Così cercano di istituire una finta classe alla Hollywood Arts, ma il loro piano fallisce, così Goomer ammette davanti a sua madre che in realtà è un lottatore, così lei s’infuria ma, quando entrano nel vicolo che porta all'appartamento di Goomer, tre delinquenti cercano di rubare la borsa della madre di Goomer, che interviene dandogli una bella lezione. Così la donna, si ricrede, e si rende conto che ha un ottimo talento, così alla fine gli permette di restare. Quando arrivano i poliziotti a controllare, la madre di Goomer si prende una cotta per uno di loro. Lei nota che lui non ha la fede, rispondendogli che sua moglie è morta anni addietro: lei alla fine gli chiede di parlargliene così l'avrebbe tirato su di morale, lui acconsente e vanno via insieme.
- Guest star: Eric Lange (Erwin Sikowitz).

## Pubblicità
- Titolo originale: #BabysittingCommercial
- Diretto da: Steve Hoefer
- Scritto da: Dan Schneider e Jake Farrow

### Trama
Sam e Cat recitano uno spot televisivo per pubblicizzare la loro attività. Nello spot è presente anche il cane di Dice, Opee, trovato dallo stesso Dice per la strada sei mesi prima. Il giorno dopo la prima messa in onda dello spot, a casa di Sam e Cat si presenta una famiglia ricca con una figlia di nome Alexa Biggly che sostiene che Opee sia il loro cane perduto sei mesi prima, chiamato Cornelius, e che avrebbe dovuto riaverlo indietro per partecipare a una gara di danza con i cani che avrebbe dovuto vincere, anche quell'anno. Dice, però è troppo affezionato al cane e viceversa e così decide di non restituire il cane, anche se la famiglia lo minaccia: il giorno dopo sarebbe tornata con un ordine del tribunale e un poliziotto per farsi ridare indietro il cane, se Dice non l'avesse fatto. Sam e Cat vogliono aiutare Dice così decidono di andare in un canile per adottare un cane identico a Opee: lo trovano, ma è un cane che, se preso in braccio sarebbe diventato pericoloso. Sam e Cat danno il cane alla famiglia il quale alla gara aggredisce la ragazza.
- Guest star: Olivia Keegan (Alexa Biggly).

## Segreti
- Titolo originale: #SecretSafe
- Diretto da: Adam Weissman
- Scritto da: Dan Schneider e Jake Farrow

### Trama
Sam e Cat sono in camera da letto. Sam chiede all'amica perché ci sia una cassaforte nella sua parte di stanza e quale sia la combinazione. Cat le risponde dicendole che apparteneva a sua nonna e che nessuno ha mai conosciuto la combinazione. Sam vuole assolutamente riuscire ad aprirla. Nell'appartamento entra Dice, che vuole rimanere con loro. Dice vorrebbe uscire per andare a giocare a poker con dei ragazzi del college ma, Sam e Cat non gli danno il permesso. Dopo molto tempo Sam trova la combinazione giusta (74739) e apre la cassaforte: in realtà si tratta di un piccolo tunnel che conduce in una stanza con dentro cibo, acqua e delle corde. Sia Sam sia Cat vi entrano e mentre sono lì che la esplorano, Dice le chiude dentro scappando da casa. Le due amiche rimangono rinchiuse nella stanza per due ore, finché non arriva Goomer che le libera. Dopo essere uscite, Sam e Cat scoprono che Goomer conosce l'indirizzo dove Dice si è recato e le accompagna. Giunti lì si presenta una scena del tutto inaspettata: un ammasso di bambine di dieci anni che ballano e urlano mentre Dice vestito di rosso e lustrini balla la break-dance. Successivamente viene riportato a casa, dove spiega a Sam e Cat che è scappato solo perché sua zia Fergene di recente ha buttato il portatile della mamma nel water e tra poco quest'ultima avrebbe compiuto gli anni. Dice voleva ricomprarle un altro portatile, ma non aveva abbastanza soldi. Sam e Cat aiutano Dice con i soldi, ma per punizione lo rinchiudono dentro nella cassaforte per ore.
- Curiosità: Quest'episodio dovrebbe venire prima di #Concorrenza sleale perché Cat non sa cosa siano i giochi d'azzardo ma nell'altro episodio li nomina.

## Il povero Oscar
- Titolo originale: #OscarTheOuch
- Diretto da: Russ Reinsel
- Scritto da: Dan Schneider

### Trama
Sam e Cat si recano alla casa di riposo della Nonna, dove Cat salva la vita a un anziano. La Nonna dice alla figlia del nonno salvato, che Sam e Cat sono due bravissime baby-sitter, allora la donna lascia alle due ragazze suo figlio Oscar, ma imponendogli però regole severe. Cat è contraria a queste regole, poiché Oscar non può fare praticamente niente, anche se vorrebbe. Cat lo vuole portare in un ristorante, però prima Oscar chiede di poter usare il loro bagno. Dopo un po' di tempo che è in bagno Sam e Cat, sentono le sue urla e vi si precipitano, dove trovano Oscar con la testa dentro il water. Quest'ultimo poi compra una gomma da masticare dal distributore in palestra, ma come la gomma esce dal distributore, cade e rotola sotto una panchina. Oscar va sotto la panchina per riprenderla ma un pugile non lo vede e si siede sopra rompendola e schiacciando la schiena a Oscar. Sam e Cat allora gli mettono le protezioni da pugile e lo portano al fast-food Bots. Oscar si accorge che nei loro nachos c'è poco formaggio, allora Sam chiama il robot-cameriere che arriva con una pistola spara-formaggio caldo, però invece di spararlo sul cibo lo spara in faccia a Oscar. Tornati a casa, Cat gli chiede quale sport gli piace, Oscar gli risponde che gli piace guardare il golf alla televisione, così Sam e Cat insieme a Dice e Goomer portano Oscar a giocare a golf in un campo coperto. A un certo punto a Oscar viene sete, per cui si reca a un dispenser per prendere dell'acqua, ma nell'andata gli arrivano in faccia tantissimi colpi di mazze dai giocatori posti davanti a lui. Quando le ragazze e Oscar tornano a casa, la mamma del bambino scopre tutto quello che è successo al figlio e si arrabbia moltissimo. Per evitare di denunciarlo, il proprietario del campo da golf al coperto, regala una mazza da golf al povero ragazzo. Oscar e la madre escono di casa, ma il ragazzo protesta, le confessa che, anche se si è fatto molto male, gli è piaciuto vivere la vita e alza al cielo la mazza da golf, che però attrae un fulmine e fulmina Oscar.

## Halloween
- Titolo originale: #DollSitting
- Diretto da: Steve Hoefer
- Scritto da: Dan Schneider e Christopher J. Nowak

### Trama
È il sabato di Halloween, ma le due amiche devono comunque lavorare. Cat è travestita da genio della lampada, mentre Sam è travestita da Cat. A casa loro arriva un uomo, il signor Drange, con un'inquietante bambola di nome Clarice. Si comporta stranamente trattando la bambola come se fosse reale. Infatti, Sam e Cat non avrebbero dovuto badare a una bambina, bensì alla bambola. Dice poi arriva all'interno dell'appartamento e dà a Cat una lampada e un libro di incantesimi per il suo costume da genio. Dice aveva promesso delle caramelle speciali a Sam, ma sono illegali. Prima che Dice vada a prenderle da un tipo che le vende, Cat lancia un incantesimo su Dice, che si suppone, lo trasformi in una bestia, ma non funziona. Tuttavia, dopo di ciò, strani eventi iniziano a verificarsi. In primo luogo, qualcuno bussa alla porta e Sam, pensando che sia Dice, lo fa entrare. La "persona" non entra, quindi Cat va ad aprire. Alla porta si presenta una scimmia con le caramelle di Sam: Cat pensa che possa essere Dice trasformato, a causa dell'incantesimo. Poi, ancora più strano, la zucca che Cat precedentemente dato alla bambola per insegnarle a intagliarla, viene intagliata dalla bambola. Sam e Cat spaventate levano il coltello di mano alla bambola. Cat prova a far ritornare Dice in sé, ma Sam dice che sicuramente quello non è Dice. Provano a chiamarlo al telefono, ma lo squillo si sente provenire dalla camera da letto delle due amiche. Poi, Sam e Cat sentono un urlo proveniente dal soggiorno e, arrivate in soggiorno vedono Clarice che sta guardando un film horror. In seguito, il signor Drange ritorna a prendere la bambola. Sta per pagare Sam e Cat, ma poi le offre tre biglietti per il concerto di una band (chiamata "Del Deville"), ma solo se portano Clarice con loro. Li scattano una foto di lei che si diverte. Al concerto, quando la band inizia a suonare un nuovo brano, Del Deville vede la bambola e si spaventa, dicendo che essa è sempre a ogni loro concerto. Sotto ordine del cantante allora, Sam e Cat vengono cacciate. Tornate a casa le due ragazze incontrano Dice il quale spiega che non si era trasformato in una scimmia, ma che essa era di sua zia. Il signor Drange torna finalmente a riprendere Clarice e continua a trattarla come se fosse reale. Cat gli fa notare malamente ciò, ma egli si offende. A quel punto chiama Clarice per portarsela via e la bambola prende improvvisamente vita e corre verso di lui.
- Guest star: Myko Oliver (Del Deville).

## PeezyB
- Titolo originale: #PeezyB
- Diretto da: Paul Coy Allen
- Scritto da: Jake Farrow e Dan Schneider

### Trama
Cat desidera fare un provino con il rapper Peezy B e quindi diventare l'assistente di Peezy. Sam le chiede di farsi autografare la pallina da golf ma il rapper gliela schiaccia e la tratta malissimo. Allora Sam si arrabbia e va anche lei da Peezy B che rimanendo colpito dal suo comportamento da maschiaccio le propone il ruolo di suo assistente. Sam inizialmente non accetta, ma non appena il rapper le riferisce la cifra con cui l'avrebbe pagata, accetta subito. Quando torna a casa e comunica la notizia a Cat, lei si rattrista, perché vorrebbe che Sam rimanesse con lei a controllare i bambini, i quali, senza la sua presenza diventano selvaggi e distruggono la casa rompendo piatti con arco e frecce ma la ragazza bionda Sam declina: anche se questo lavoro fa soffrire Cat, Sam accetta comunque la proposta di Peezy B, quindi Cat si trova un'altra socia: Mindy, una ragazza dolcissima che le prepara un tè caldo con biscottini. Quando Sam arriva a casa e vede Mindy la fa addormentare con il suo trucco del gomito e, dopo aver fatto tutto ciò, decide di abbandonare il lavoro di baby sitter per Peezy B, ma, quando egli si presenta a casa delle ragazze dicendo che se Sam non fosse stata la sua assistente lui ne avrebbe dovuta cercare un'altra, Cat gli propone di prendere Mindy come assistente, Peezy B accetta e se ne va via con la ragazza.
- Guest star: Kel Mitchell (Peezy B), Griffin Kane (Max), Emily Skinner (Chloe).

## SalmonCat
- Titolo originale: #SalmonCat
- Diretto da: Russ Reinsel
- Scritto da: Dan Schneider e Christopher J. Nowak

### Trama
Da Sam e Cat si presenta un avvocato che impone alle ragazze di cambiare il nome della loro attività, perché identico a quello di una serie TV per bambini degli anni settanta chiamata SalmonCat. Le due, cacciando l'avvocato, declinano l'imposizione. Successivamente si recano da Bots per raccontare tutto alla nonna e a Dice. Quando ritornano a casa, trovano l'abitazione chiusa con i sigilli della polizia e sorvegliata da un poliziotto in quanto, non avendo cambiato il nome dell'attività, non avrebbero potuto più svolgerla, e quindi il luogo dove si svolgeva l'attività era stato reso inagibile. Cat, mentre stava usando il computer, scopre che Janice Dobbins e Sylvia Burke, le due creatrici ufficiali della serie TV sono a Los Angeles: dunque decidono di andare a trovarle di persona per convincerle a concedere loro i diritti sul nome SalmonCat. Una volta a Los Angeles però, scoprono che le due avevano litigato perché quando ricevettero il premio per il miglior programma per bambini, entrambe lo volevano portare a casa propria, così si misero a tirare il premio da una parte e dall'altra fino a romperlo. Sam allora convoca le due in palestra per farle combattere pensando che avrebbero fatto pace, invece si mettono a litigare, ma alla fine si riappacificano e concedono i diritti del nome alle due amiche.
- Guest star: Penny Marshall (Sylvia Burke), Cindy Williams (Janice Dobbins).

## Gemellite
- Titolo originale: #Twinfection
- Diretto da: Steve Hoefer
- Scritto da: Jake Farrow

### Trama
Dice mostra a Cat un trucco di prestidigitazione: da una scatola con nulla all'interno, una volta chiusa e riaperta, esce un topo. Cat è stupita dal trucco, ma è costernata quando Dice le riferisce che ha soltanto scambiato le scatole mentre lei si voltava. Cat più tardi tenta di riproporre a Sam il trucco, ma fallisce perché Sam il trucco lo conosce, è troppo furba perché ci possa cascare, ma Cat comunque sostiene di poter riuscire a fare uno scherzo a Sam. Seccata dal pensiero che Sam pensa che non sia intelligente, Cat cerca di dimostrare il contrario ingannando Sam: per attuare lo scherzo utilizza così una coppia di gemelli. Quando Sam torna con una scatola piena di crocchette di pollo fritto, Cat presenta a Sam uno dei gemelli, Myron, contemporaneamente Cat dice a Sam che mangiare troppe crocchette di pollo fritto manda in confusione e crea "pasticci nel cervello". Sam non la ascolta e le mangia comunque. Dopo Sam va a cercare il suo piatto di pollo speciale nella loro stanza, dove trova l'altro gemello sul suo letto. Sam pensa che sia Myron. Quando Sam torna in salotto e chiede a Cat come ha fatto Myron ad andare nella stanza così velocemente, Cat finge di non capire di cosa la ragazza stesse parlando andando a controllare la camera da letto. Myron, allora, si presenta alla porta e si comporta come se fosse appena arrivato scioccando Sam. Quest'ultima torna in camera da letto, dove trova Cat con il piatto speciale in mano. Sempre più confusa Sam chiede all'amica perché Myron fa finta di essere appena arrivato. Quando Cat prende Myron e lo porta in camera per fargli incontrare i suoi animali imbalsamati, l'altro gemello si presenta alla porta e Sam cade dalla paura. Cat svela l'inganno a Sam e inizia a ballare con i gemelli. Sam, che vuole vendicarsi, contatta Melanie, la sua sorella gemella che si trova in Vermont a preparare gli esami per la scuola. Sam ricorda alla sorella che secondo il patto stipulato da bambine, in qualunque occasione avrebbero usato la loro somiglianza per fare scherzi. La mattinata successiva, Melanie chiama Sam per dirle che era arrivata a Los Angeles e Sam si disegna segni di morsi sul braccio e mette un termometro in bocca, poi sveglia Cat. Sam s’inventa che se si viene morsi da un gemello, si otterrà un proprio gemello malvagio. Cat non ci crede e va in salotto. Al di fuori dell'appartamento, Sam dà le istruzioni sullo scherzo a Melanie la quale deve travestirsi da mostro, urlando e comportandosi male. Melanie inizia a perseguitare Cat versandole il succo d'arancia in testa e tirandole il cibo addosso, facendole prendere così degli spaventi. Sam dice a Cat che l'unico antidoto per eliminare il gemello cattivo è bere acqua di calzini sporchi, strofinarsi un pesce puzzolente contro il viso e soffiando un corno, il tutto per diverse volte. Melanie arriva, vestita normalmente. Sam dice a Cat quello che ha fatto e comincia a ballare con Melanie e i gemelli dai capelli rossi, comparsi improvvisamente. E Cat finisce per ballare con loro.

## Il mio orsacchiotto
- Titolo originale: #MyPoober
- Diretto da: Steve Hoefer
- Scritto da: Dan Schneider e Warren Bell

### Trama
Cat preleva tutti i soldi che lei e Sam avevano guadagnato fino a quel momento, e insieme a Sam si mettono a contarli. Alla fine, Sam mette i soldi in una cassetta di sicurezza a forma di ananas e fa promettere a Cat di non riferire a nessuno che nell'ananas ci sono i loro soldi. Quel giorno avrebbero dovuto fare da baby-sitter a una ragazza di nome Ellie Farber, ma prima di incontrarla, la mamma di Ellie riferisce a Sam e Cat che la bambina possiede un orsacchiotto dall'età di tre anni, il cui nome è Poober. La donna vuole che le due baby-sitter riescano a staccare Ellie da Poober: se ce la faranno, darà loro un bonus di $500. Ellie sa cosa sta succedendo e minaccia Sam e Cat dicendo loro che se cercheranno di sbarazzarsi di Poober se ne pentiranno amaramente di averci provato. Più tardi, da Bots, Sam cerca di sottrarre Poober da Ellie, strappandoglielo di mano, ma dopo la bambina riesce a riprenderselo. Dopo si mette a fare delle ricerche su internet, e dice a Sam che sa che quest'ultima è stata in prigione e le dice che se si avvicinerà a Poober, dirà alla polizia che Sam ha aggredito un'undicenne. A questo punto l'unica speranza è Cat, che afferma di non avere alcun precedente penale, però in compenso non ha sufficiente forza per sottrarre l'orsacchiotto a Ellie. Successivamente, Cat racconta a Ellie il segreto della cassaforte-ananas mentre Ellie rivela a Cat che l'unico motivo per cui ha sempre portato in giro Poober era perché è il suo unico amico. Cat dice a Ellie che potrebbe avere più amici, se non portasse sempre in giro Poober. Così la bambina decide di darle il pupazzo. Quando arriva Sam, scopre cosa è successo e dice che devono lanciare nello spazio l'orsetto per essere sicure di liberarsene. Sam, Cat, Dice e Goomer mettono Poober all'interno di un razzo, anche se prima di lanciarlo, lasciano Poober da solo con Ellie sotto richiesta della ragazza, che dice di volerlo salutare per l'ultima volta. In realtà si scopre che Ellie, mentre era da sola, ha segretamente sostituito Poober con la cassaforte-ananas. Fortunatamente il razzo sarebbe arrivato fino ai 1 000 metri d'altezza per poi atterrare con un paracadute. Il razzo aveva anche un dispositivo GPS in esso. Sam, Cat, Dice, Goomer ed Ellie vanno alla macchina e guidano verso un cimitero, dove era stato rintracciato il razzo. Entrano in una baracca, dove il proprietario, gli dice che ha sparato al razzo perché pensava che fosse un fantasma e poi glielo restituisce. I quattro amici allora abbandonano Ellie presso la baracca e corrono verso la macchina.

## Scarpette rosa
- Titolo originale: #MadAboutShoe
- Diretto da: Steve Hoefer
- Scritto da: Lisa Lillien (storia), Dan Schneider e Christopher J. Nowak (sceneggiatura)

### Trama
Sam è seduta nel suo appartamento mentre si gusta una ciotola di polpette, così Jack, il bambino a cui stanno badando lei e Cat, le chiede di togliere il dente cariato, ma Sam gli toglie sia il dente cariato che un dente normale. Successivamente si scopre che le 45 polpette che Sam ha mangiato erano per la Festa della Luna tremante. Cat pensa allora di cucinare degli hamburger, ma Sam la convince a fare più polpette. Cat è d'accordo, ma solo se vanno insieme a comprare gli ingredienti necessari. Mentre Sam e Cat si recano al supermercato, Cat trova, in un cespuglio, una scarpa rosa che si adatta perfettamente al suo piede. La ragazza è determinata a trovare l'altra, nei pressi di dove ha trovato la prima, ma non riesce a trovarla. Sam, d'altro canto, vuole assolutamente avere altre polpette. Prova a convincere la Nonna a farle, ma questa si rifiuta. Nel frattempo, Cat e Dice trovano su Internet un video, dove viene filmata una ragazza nel momento in cui, andando in bicicletta, sbatte con un tubo di metallo. L'impatto le fa volare una delle scarpe. Quel video è tratto da un episodio di "Tubisti Americani" e quella ragazza si chiama Stacey Dillsen. La scarpa persa è la stessa che Cat ha trovato. Stacey è ricoverata presso il Peter Sinai Hospital. Sam e Cat si recano all'ospedale per cercare di rubarle la scarpa mancante. Stacey, in stato di coma, si risveglia e scopre cosa sta succedendo. Cat cerca di convincere Stacey del fatto che era nella sua classe di scienze al liceo. Stacey, però, non si fa ingannare, perché ha terminato gli studi alla PCA da anni. Sam e Cat vengono scoperte dai dottori, ma riescono a scappare appena in tempo, saltando fuori dalla finestra. Tornano a casa e iniziano finalmente i festeggiamenti per la Festa della Luna tremante insieme alla Nonna e a Dice.
- Guest star: Abby Wilde (Stacy Dillsen).

## Prelievo musicale
- Titolo originale: #MagicATM
- Diretto da: Adam Weissman
- Scritto da: Dan Schneider e Christopher J. Nowak

### Trama
Cat scopre che suonando il motivetto di una canzone con i tasti del bancomat, riesce a guadagnare un sacco di soldi e fare acquisti con Sam. Intanto Dice chiede a Sam e Cat di comprare delle pillole di sonnifero che riescano ad addormentare la scimmietta di sua zia, mentre volerà in Giappone. Sam e Cat ne approfittano per fare un ultimo prelievo di soldi, poiché la farmacia si trova vicino al bancomat dove le ragazze prelevano i soldi. Purtroppo, questa volta Cat viene beccata e arrestata per avere sottratto i soldi. Sam decide di andare con Cat in prigione, rovesciando una bibita nei pantaloni del poliziotto. Mentre guida, quest'ultimo vede i sonniferi, li scambia per caramelle e li ingoia, addormentandosi di colpo. Sam prende il controllo dell'auto e riesce ad arrestare un delinquente mentre il poliziotto dorme. Cat viene perdonata, ma le vengono confiscate tutte le cose acquistate con i soldi del bancomat. Oltre a questo deve risarcire i 4000 $ che aveva speso, ma per fortuna sul delinquente arrestato da Sam, c'era una taglia di 5000 $, così Sam e Cat con questi soldi rendono tutto, potendo usare i rimanenti 1000 $ per fare shopping.
- Guest star: Scott Baio (Kevin), Freedom Bridgewater (poliziotto).

## Lumpaccioso
- Titolo originale: #Lumpatious
- Diretto da: Russ Reinsel
- Scritto da: Jake Farrow e Dan Schneider

### Trama
Lucas, un ragazzino al quale Sam e Cat fanno da baby-sitter, definisce il suo antipaticissimo fratello maggiore "lumpaccioso", il cui personale significato è "noioso, antipatico". Suo fratello ripete che questo termine non esiste, ma Sam e Cat dicono di sì; allora fanno una scommessa: se vincono loro, lui dovrà indossare un bikini e mettersi in un luogo scelto dalle due ragazze per un'ora; se vince lui, loro dovranno bere il suo sudore. Si recano così a Oxnard, dove si produce il più grande dizionario del mondo per far inserire lumpaccioso e lo fanno a una condizione: un personaggio famoso deve pronunciare "lumpaccioso", incontrano così il governatore e gli riescono a far dire "lumpaccioso" vincendo così la scommessa.

## Il salto del tonno: Freddie, Jade, Robbie
- Titolo originale: #TheKillerTunaJump: #Freddie #Jade #Robbie
- Diretto da: Adam Weissman
- Scritto da: Dan Schneider e Warren Bell

### Trama
Sam sta preparando una salsa mischiando tutte le salse a sua disposizione. Terminato, chiede a Cat di assaggiare, ma ella sputa tutto sulla maglia di Sam. All'improvviso, senza bussare, entra Dice che si lamenta perché, recentemente, ha giocato a poker con BJ Malloy, Randy e un pescatore di nome Brody. Quest'ultimo ha puntato tutto il tonno; Dice ha creduto che stava parlando di soldi, invece parlava veramente di tonni. Dice non può venderli, essendo dei Kansas con pinna a rasoio affilata: divorano qualsiasi cosa e hanno un sapore terribile. Sam vuole andare a vederli, così si va a cambiare per uscire. Nel frattempo giunge un'amica di Cat, studentessa della Hollywood Arts: si chiama, Jade West, insieme devono lavorare a un progetto scolastico ma Cat la trattiene fuori dalla porta. Dice chiede una spiegazione, così Cat gli spiega che le personalità di Sam e Jade si assomigliano molto, per cui crede che si possano uccidere a vicenda. Sam torna con un'altra maglia e proprio in quel momento Jade entra e Cat sviene. Quando si sveglia, Cat sente delle voci e rumori violenti, così pensa che Sam e Jade si stessero picchiando a vicenda, ma in realtà stavano solo giocando a un videogioco piuttosto rumoroso. Dopo, Sam, Jade e Cat si recano al molo, dove Dice sta mantenendo i suoi tonni. A Sam viene in mente un'idea per guadagnare: "Il salto con la moto", però Cat non vuole che Sam rischi tanto, perché ha paura che succeda qualcosa di brutto; così Jade suggerisce a Dice dicendogli che poteva contattare il Lurido Skipper. Sam e Jade sono molto amiche, così Cat si sente esclusa, per cui tenta di fare ingelosire Sam uscendo con Dice e la nonna. La nonna dice che, da dove viene lei, se una persona ti ruba un amico, tu puoi fare la stessa cosa. Questo dà un'idea a Cat, così, mentre Sam fa una doccia prima di uscire con Jade, Cat gli ruba il telefono e chiama l'amico, nonché l'ex fidanzato di Sam, Freddie Benson, dicendogli che Sam è stata investita da un suv, così Freddie, preoccupato, parte subito per andare a Los Angeles. Il giorno dopo arriva nel loro appartamento. Cat fa la corte a Freddie e poi inizia a uscire con lui. Mentre Sam e Jade mangiano al Bots, Sam vede Cat mangiare con il suo ex ragazzo, per cui si arrabbia, ma poi Freddie e Cat vanno a vedere le superstrade di Los Angeles, così Jade le mostra una foto di un suo amico, Robbie Shapiro e le consiglia di uscire con lui perché Cat aveva una cotta per lui. Più tardi, Freddie e Cat, tornando a casa, sentono Robbie cantare una canzone da lui scritta, intitolata, "Io penso che tu sia grande", dedicata a Sam ma, Cat s’infuria perché Robbie non aveva dedicato a lei quella canzone. Le due ragazze discutono quindi del perché abbiano invitato l'una la cotta dell'altra. A un certo punto entra Dice dicendo che il Lurido Skipper ha saputo che i tonni con la pinna a rasoio sono pericolosi, per cui non vuole saltare, così Sam gli ripete che può saltare lei i tonni, ma che le serviva una moto più leggera. Nella notte in cui Sam ha in programma di saltare il tonno al molo, Cat, per salvarle la vita, la spinge nell'armadio e chiude la porta, prendendo il suo posto e andando a fare il salto con la moto. Freddie e Robbie vanno a vedere il salto su una gru posta sopra il serbatoio del tonno. Mentre discutono con Dice, Robbie afferma che non vedono l'ora di vedere Sam saltare, ma Freddie gli risponde che lui non voleva e rivela che ama Sam e non voleva che si facesse male. Nel frattempo Sam si libera e cerca di salvare la vita di Cat fermandola, ma quest'ultima cade e urta il serbatoio. Freddie e Robbie si trovavano sopra il serbatoio, così cadono in acqua. Sam, vedendo Freddie nell'acqua, si tuffa e lo salva, ma non riesce a salvare Robbie. Cat allora prova a salvarlo, ma urta contro il contenitore dell’acqua e sviene, ferendosi gravemente. Robbie e Freddie sono ancor più gravemente feriti, così, mentre vengono trasportati in ospedale, Sam propone a Freddie, dopo essere guarito, di andare a cena fuori dopo: lui accetta, mentre Robbie chiede a Cat se possono uscire insieme. Robbie poi inizia a cantare di nuovo, "Io penso che tu sia grande", ma Freddie, infastidito, chiede aiuto chiamando disperato l'infermiera, mentre Sam fa pace con Cat.
- Guest star: Elizabeth Gillies (Jade West), Nathan Kress (Freddie Benson), Matt Bennett (Robbie Shapiro), Matthew Underwood (Logan Reese - cameo visivo), Mary Scheer (Marissa Benson).
- Errore: In questo episodio Dice chiede a Cat chi è Freddie Benson quando arriva, ma nell'episodio L'incontro si scopre che conosceva iCarly.

## Giorno Yay
- Titolo originale: #YayDay
- Diretto da: Steve Hoefer
- Scritto da: Dan Schneider e Warren Bell

### Trama
Cat è eccitata perché adora fare regali ai suoi amici; allora inventa una nuova ricorrenza e la chiama "Giorno Yay". Invita Dice, Goomer, la nonna, e ovviamente Sam. Cat però ogni volta che vede un regalo per lei, non riesce mai ad aspettare il giorno dopo per aprirlo, quindi si sveglia la notte per aprire quello che le aveva regalato Sam, e scopre che aveva intenzione di regalarle del collutorio e il sapone per i piedi. Cat allora poiché aveva comprato per Sam una giacca elegante, si fa prestare dal loro ormai noto "amico" barbone un cuscino vecchio e puzzolente e lo mette nel pacchetto per Sam. È il momento di aprire i regali. Sam è la prima ad aprire il regalo e dentro ci ritrova quel vecchio cuscino. Allora Sam spiega a Cat che in realtà aveva invertito i bigliettini. Il collutorio e il sapone per i piedi erano per Goomer. In realtà il regalo per Cat era una corda per saltare che s’illumina e che emette una musica. Allora Sam esce fuori di casa e Cat la segue. Sam si siede nel suo posto preferito, una panchina situata nei pressi di un marciapiede dove solitamente le persone scivolano e cadono per terra doloranti. Dopo un breve discorso, Sam capisce che Cat, la notte prima, aveva visto il suo regalo. A tal punto Cat le spiega che, avendo visto il suo falso regalo, se l'era presa e aveva deciso di regalarle un cuscino sporco. Dato il grosso equivoco, Sam decide di perdonare Cat.

## Brain Crush
- Titolo originale: #BrainCrush
- Diretto da: Dan Frischman
- Scritto da: Dan Schneider e Jake Farrow

### Trama
Sam, Dice, Cat e sua nonna, si recano al Bots per il compleanno di un loro piccolo amico. Giunti nel locale notano che tutti quanti gli invitati hanno sempre il cellulare in mano. E non lo mollano nemmeno quando arriva il giocoliere e nel momento in cui sul tavolo viene portata la torta. Dice ha capito che tutti quanti stavano giocando a Brain Crush. La regola di questo gioco afferma che già dalla tua prima partita diventerai dipendente e perderai la sensibilità. Il giorno dopo trovano Dice comportarsi in modo strano: quel giorno non ha dormito, è passato sotto un autolavaggio con il cellulare in mano: anche lui stava giocando a Brain Crush. A questo punto Sam e Cat si recano alla casa di riposo e notano che tutti gli anziani compresa sua nonna giocano a Brain Crush. Nel frattempo Cat sta preparando un nuovo show: la storia di Abrama Lincoln (la versione femminile di Abramo Lincoln) ed è già pronta per andare al teatro. Purtroppo la sala è riempita da persone che giocano a Brain Crush e gli dicono di stare zitta. La povera Cat torna nel suo camerino con le lacrime agli occhi, oltretutto stava recitando per loro. Allora Sam torna da lei per cercare di consolarla ma nel frattempo si sente un gran trambusto e Cat spiega a Sam che nella sala accanto si studia il karate e sono nel bel mezzo di un allenamento. Allora a Sam viene un lampo di genio: far venire tutti i ragazzini che facevano karate nella sala del teatro per distruggere tutti i telefoni di tutte le persone presenti in quell'aula, in modo che Cat possa recitare tranquilla. L'idea di Sam riesce bene e alla fine Cat riesce a fare il suo spettacolo.

## Blu Dog
- Titolo originale: #BlueDogSoda
- Diretto da: Adam Weissman
- Scritto da: Dan Schneider e Christopher J. Nowak

### Trama
Sam e Cat si recano al negozio di generi alimentari per acquistare la loro bibita preferita: la Blu Dog, ma appena mettono mani sui distributori arrivano degli agenti che sequestrano ogni bottiglietta della bevanda presente in tutto il negozio, poiché ritenuta illegale a causa della grande quantità di zucchero. Secondo le due ragazze non si può togliere dal commercio una bibita così buona e famosa, quindi decidono di autoprodurla creando in un armadio della stanza di Sam, una sorta di "fabbrica" di Blu Dog per venderla ai passanti, o comunque a coloro che la adorano. Riuscirono a fare tutto questo all'insaputa dei poliziotti ma, un giorno bussa alla loro porta un poliziotto che lascia nelle loro mani suo figlio. Finora andava tutto liscio, ma poi quando il poliziotto lo torna per prendere sente un gran baccano provenire dalla stanza di Sam e Cat; era esploso un macchinario che produceva la Blu Dog. Subito dopo lo scoppio, il poliziotto si reca rapidamente nell'altra stanza e scopre dozzine e dozzine di bottiglie di Blu Dog. Allora inizialmente decide di arrestare Sam, Cat, e i loro aiutanti Dice e Goomer, ma poi i ragazzi convincono il poliziotto che ritenere la Blu Dog illegale è una cosa da pazzi.

## Errori
- Titolo originale: #BlooperEpisode
- Diretto da: Adam Weissman
- Scritto da: Dan Schneider e Jake Farrow

### Trama
Jennette McCurdy, Ariana Grande, Cameron Ocasio, Maree Cheatham e Zoran Korach, gli attori principali di Sam e Cat, si ritrovano in un locale per mangiare un veloce boccone, perché hanno solo un'ora disponibile. I ragazzi speravano di poter mangiare tranquilli, ma il cameriere è un grande fan del loro programma, Sam & Cat, in onda su Nickelodeon tutti i giorni, quindi invece di servirgli il pranzo, gli fa un sacco di domande sul loro show, così loro non mangiano e arrivano molti fan per fargli domande. L'episodio finisce con una "Blooper Dance" avviata dallo stravagante Sinjin.
- Guest star: Michael Eric Reid (Sinjin Van Cleef), Jerry Trainor (Spencer Shay).

## La bambola
- Titolo originale: #FresnoGirl
- Diretto da: Steve Hoefer
- Scritto da: Dan Schneider e Christopher J. Nowak

### Trama
Kim viene affidata a Sam e Cat, perché sua madre deve andare in crociera. Inoltre chiede a Sam e Cat di aiutare Kim a studiare per il compito di matematica e a motivarla ancora di più, ma, costatata la scarsa voglia di studiare da parte di Kim, decidono di fare un patto: se avesse preso almeno un buono come voto, Sam e Cat, le avrebbero comprato una bambola. Alla fine al Bots Sam scopre da Cat che Kim ha preso ottimo meno. Rispettando i patti, Sam, Cat e Kim si recano in un negozio di giocattoli e incontrano Matthew, addetto alle bambole, che mostra alcune bambole a Kim, chiedendole quale le piacesse di più: quest'ultima risponde, "Gabriella". Intanto Goomer ha perso la sua maglietta fortunata Timmy-T, per cui distribuisce dei volantini dove mostrano la sua l'immagine mentre indossa la maglietta Timmy-T. Oltre all'immagine, c'è scritto anche che, chi sarebbe riuscito a trovare la Timmy-T, avrebbe vinto un viaggio alle Hawaii con gli amici. Intanto a Kim viene consegnata Gabriella pelata e senza vestiti. Matthew le comunica che, se avesse voluto gli accessori, li avrebbe dovuti pagare extra. Nel frattempo tornano a casa e Sam per sbaglio colpisce la bambola Gabriella con un hot dog, rompendola. Questo costringe Sam, Cat e Kim a tornare al negozio di giocattolo per "aggiustarla". Nel frattempo Goomer sta scappando dai Mamelucchi, che credevano fosse Goomer la persona da cercare, nascondendosi in casa di Sam e Cat. Queste ultime notano nello zaino di Kim la presenza di un test di matematica, di fatto, andato male (aveva preso solo la sufficienza). Sam e Cat capiscono tutto e sequestrano la bambola a Kim. Intanto fa il suo ingresso Randy, il capo dei mamelucchi affermando che avrebbe restituito Goomer se i presenti le avessero pagato un viaggio alle Hawaii, ma si rifiutano, così Randy manifesta un altro desiderio, dicendo che voleva uscire a cena con una ragazza; allora Sam e Cat propongono a Kim che lei avrebbe potuto tenere la bambola a patto che fosse uscita a cena con Randy; in questo modo i Mamelucchi avrebbero restituito Goomer. Kim accetta e lei e Randy cenano al Bots. Intanto Goomer si accorge che Timmy-T l'ha avuta sempre addosso ma al contrario.

## Inscatolata
- Titolo originale: #StuckInABox
- Diretto da: Dan Frischman
- Scritto da: Dan Schneider e Warren Bell

### Trama
Dice porta a Sam e Cat una speciale scatola magica, affermando che chiunque entrerà in quella scatola, sparirà per sempre, per cui cerca, tra Sam e Cat, un volontario. All'inizio ci prova Goomer, ma è troppo grande perché entri quindi, subito dopo ci prova Cat che ci entra perfettamente. Allora Dice chiude bene la scatola ma non riesce più ad aprirla. Sam prima di tutto questo aveva procurato a Cat, Dice e a Goomer dei biglietti per le montagne russe ma in queste condizioni ovviamente non possono fare niente. Subito dopo Dice si ricorda che un suo "nemico" è un esperto di magia e sicuramente sarebbe potuto riuscire a far uscire Cat dalla scatola quindi, con l'auto del fratello di Cat, si recano al negozio di questo esperto. Vance Henderson in cambio dell'apertura della scatola vuole un biglietto per le montagne russe ma i ragazzi ne hanno solo quattro, per cui rifiutano. Allora esige in cambio un bacio da Sam, ma la ragazza, ovviamente, gli dà "semplicemente" un sacco di botte. Così pur essendo, "inscatolata" Cat segue gli amici sulle montagne russe. A un certo punto l'auto sulla quale si trovava la nostra combriccola prende un dosso, e la scatola con dentro Cat, cade fuori dalla macchina finendo in mezzo alla strada.

## Super Psycho
- Titolo originale: #SuperPsycho
- Diretto da: Steve Hoefer
- Scritto da: Dan Schneider e Warren Bell

### Trama
Quando il personaggio di Nora Dershilt esce di prigione, cerca vendetta sul gruppo di iCarly. Con Carly in Italia, lei si concentra su Sam ottenendo il suo indirizzo dal personaggio Gibby Gibson. Nora spia Sam, Cat e Dice al Bots, e, poco dopo, rapisce Dice. Sam e Cat cercano disperatamente Dice, ma hanno sentito da Gibby che Nora è la responsabile della sua scomparsa. Cat e Sam visitano la nemesi di quest'ultima, il personaggio, Nevel Papperman, ricoverato in un istituto mentale, Nevel deduce che Nora sta nascondendo Dice in una casa abbandonata. Cat tenta di ricevere informazioni da Nora, ma viene intrappolata in un pozzo, dove si trova Dice. Sam arriva in tempo per salvarli, ma Nora la sfida in un combattimento, essendosi allenata in prigione per due anni. Tuttavia, al primo calcio, Sam afferra la sua gamba e la spinge verso il pozzo. Sam salva Cat e Dice, e Nora viene rinchiusa in una prigione di massima sicurezza. Alla fine Nevel evade dal suo manicomio e va a cenare con Gibby.
- Guest star: Noah Munck (Gibby Gibson), Ciara Hanna (Ragazza di Gibby), Reed Alexander (Nevel Papperman), Danielle Morrow (Nora Dershilt), Anthony Heald (Dr. Slarm).
- L'episodio prende spunto dal film Il silenzio degli innocenti

## Droni impazziti
- Titolo originale: #DroneBabyDrone
- Diretto da: Russ Reinsel
- Scritto da: Dan Schneider e Jake Farrow

### Trama
Sam e Cat sperimentano il nuovo metodo di consegna, per mezzo di droni, tramite il sito Zapathon.com ma, i droni non sono ancora perfettamente funzionanti. Sam e Cat e la nonna vanno a fare una passeggiata con un bambino a cui devono fare da babysitter, ma lo lasciano per un momento fuori insieme a un pacco da restituire. Quando arriva il drone, invece di prendere il pacco, prende il bambino e lo riporta al centro Zapathon. Sam e Cat e la nonna provano in tutti i modi a contattare il centro di scambi ma non ci riescono. Riescono ad andarci personalmente, riuscendo a recuperare il bambino.
Viene inoltre mostrata una sorta di cameo di Frank Zappa, seguita dalla frase di Sam "i bambini non la capiranno!".

## Business class
- Titolo originale: #FirstClassProblems
- Diretto da: Steve Hoefer
- Scritto da: Dan Schneider e Christopher J. Nowak

### Trama
Sam e Cat accettano di accompagnare alle Bahamas Kelly e Phillip Lé bombé, due ragazzini ricchi e insopportabili. Poiché si sono dimenticati dei timer a casa di Sam e Cat, chiedono a Dice e a Goomer di portarglieli, ma la sicurezza pensa che dovessero mettere i timer su degli esplosivi, infatti Goomer disse ad alta voce 'Ecco i timer dei Le bombe', perché non sapeva pronunciare bene il cognome dei due ragazzini.
Intanto Sam, Cat e i due ragazzi credono di partire per primi, invece ci sono molti altri passeggeri prima di loro. Intanto Dice prova a spiegare agli agenti cosa succede, ma Goomer protesta perché vuole del latte al cioccolato, così, dopo l'ennesima protesta, glielo portano, ma Goomer lo getta in faccia agli agenti e afferra per la mano Dice per fuggire dalla sala dell'interrogatorio. Sam, Cat e i bambini stanno per partire, quando l'agente impone agli operatori di chiudere ogni accesso al gate di partenza pensando che Dice e Goomer stessero andando a mettere i timer sugli esplosivi. così Sam, Cat e i ragazzini devono rinunciare alla vacanza alle Bahamas.
- Guest star: Jessica Chaffin (Coco Wexler), Josh Server (Agente Partridge).

## Knock Out
- Titolo originale: #KnockOut
- Diretto da: Adam Weissman
- Scritto da: Dan Schneider e Jake Farrow

### Trama
Goomer è triste perché un lottatore che frequenta la palestra lo prende in giro. Sam, allora, decide di prendere in mano la situazione e di affrontarlo. Giunti in palestra, si scopre che la persona che "prende in giro" Goomer è la famosa e imbattuta campionessa di wrestling, Rita Rooney. Sam, Cat e Dice comprendono che in realtà Rita non prende in giro Goomer, ma lo coccola con nomignoli, perché, in realtà, ha una cotta per lui. Dopo una crisi di panico di Goomer, Sam si propone come sparring partner di Rita dopo avere scoperto che quello precedente si è infortunato; Sam e Rita iniziano l'incontro e con un solo destro, Sam manda al tappeto l'avversaria acquisendo fama. Dice decide allora di organizzare un incontro tra Rita e Sam, decidendo di diventare il manager di quest'ultima, procurandole un'allenatrice che dovrebbe aiutarla ad allenarsi. Sam, stanca degli allenamenti e alla dieta a cui viene sottoposta, decide, il giorno della conferenza stampa, di ritirarsi perché stanca di allenarsi e perché vuole trascorrere la vita al meglio con i propri amici. Dopo questo discorso, Sam invita Rita e chiunque ne avesse voglia ad andare a casa sua a guardare e a mangiare cibi spazzatura per tutta la notte.

## La star scomparsa
- Titolo originale: #WeStealARockStar
- Diretto da: Russ Reinsel
- Scritto da: Andrew Thomas (storia) e Warren Bell (sceneggiatura)

### Trama
Il famoso cantante Del DeVille si trova a Los Angeles per incidere il nuovo album e decide di assumere Goomer come guardia del corpo. Sam, Cat e Dice curiosi di conoscerlo seguono Goomer e chiedono a Del di fare un selfie, ma per sbaglio DeVille viene colpito dai nostri amici con un triciclo e sviene. Per non essere denunciati dalla polizia lo rapiscono e lo legano al letto di Sam. Mentre Cat ripara la chitarra del suo amico André Harris, dalla serie televisiva Victorious, Del sente una serie di accordi che lei esegue, così fanno un patto: lui non le denuncia alla polizia e loro in cambio lo liberano dandogli il diritto di usare il motivetto di Cat per il suo nuovo album. Mesi dopo scoprono che quello che aveva suonato Cat non lo aveva inventato, ma era di una canzone degli anni settanta.
- Guest star: Myko Oliver (Del Deville), Leon Thomas III (André Harris).

## Il ragazzo copertina
- Titolo originale: #GettinWiggy
- Diretto da: Steve Hoefer
- Scritto da: Dan Schneider e Christopher J. Nowak

### Trama
Dice deve recarsi insieme a Cat a Phoenix in Arizona per partecipare al provino per hair model per la copertina di rivista. Sul set però vedono Jett Zander, un hair model vanitoso, considerato notevolmente migliore di Dice. Cat, stanca del suo continuo vantarsi, dice a Dice che ha una parrucca. Così tentano di far volare via la parrucca con un ventilatore gigante, ma ciò porta solo a fargli diventare la chioma più bella. A fine weekend viene annunciato che Jett sarebbe comparso nella copertina della rivista. Cat, esasperata, gli salta addosso e gli strappa i capelli, che si rivelano essere naturali. La sicurezza interviene e arresta Cat. Intanto, la residenza della nonna di Cat è stata invasa dagli acari e i residenti non devono più entrarci, così la nonna va a casa di Cat ma, Sam non è d'accordo, però cambierà subito idea quando le preparerà un sacco di cibo, le farà il bucato, si occuperà dei bambini al posto suo e non le farà pagare la tassa mensile del palazzo. Quando però vede la nonna fare le valigie scoppia a piangere perché vuole che rimanga con lei perché si è trovata benissimo. Dopodiché Dice chiama Sam e le dice di far venire la nonna in Arizona per scarcerare Cat; perché altrimenti dovrà rimanere in prigione per 2 settimane. Ma Sam non dice niente alla nonna per farla rimanere altre due settimane a occuparsi di lei.